# Tiebreak (tennis, padel)

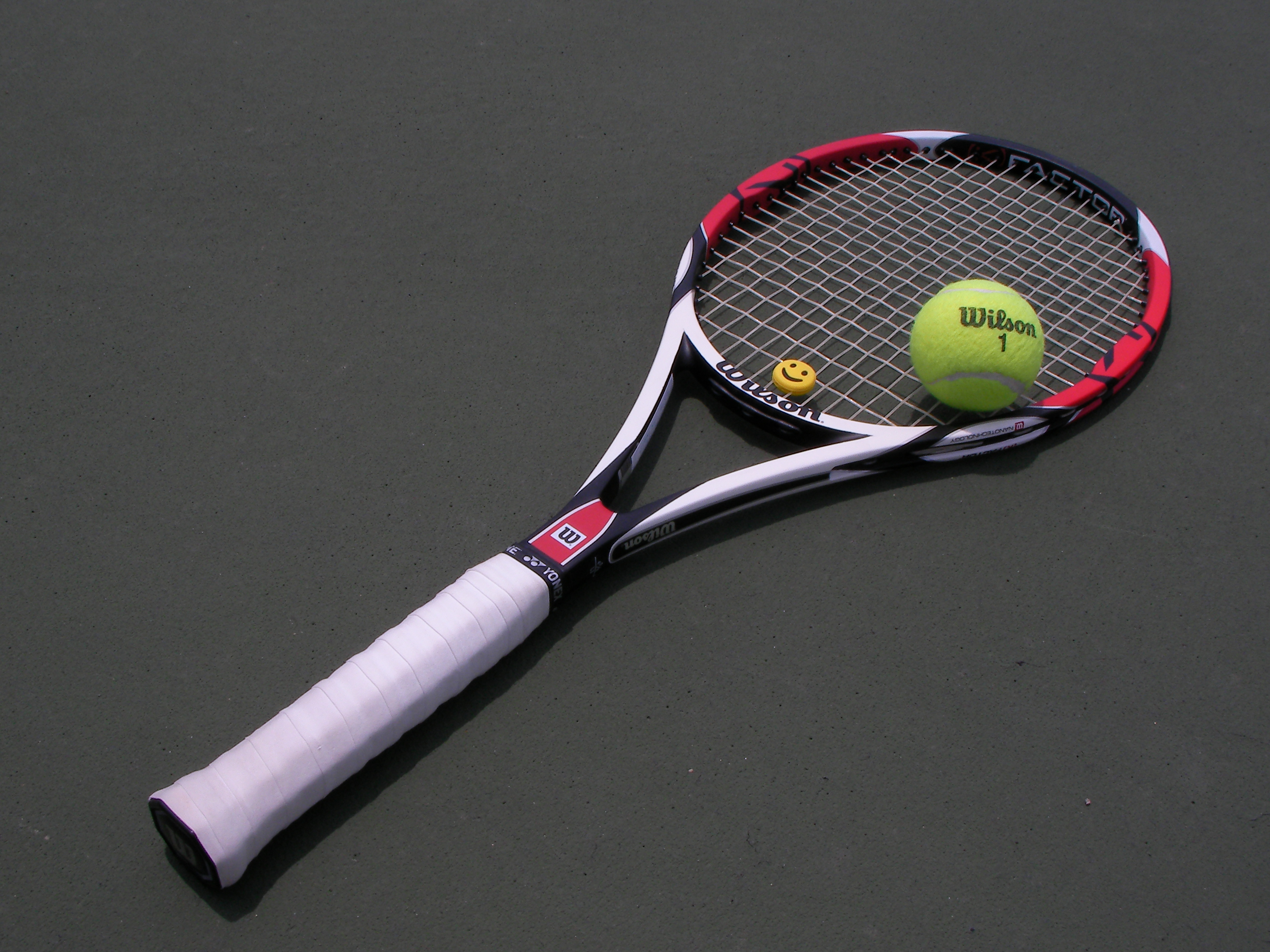

Een tiebreak is term uit het tennis en padel.
Om de lengte van de tenniswedstrijden te beperken heeft men vanaf 1970 geleidelijk het "tiebreaksysteem" ingevoerd. Dit treedt in werking bij de stand 6–6 in games. Bij sommige toernooien, waaronder het toernooi van Wimbledon, gold hierop in de beslissende set een uitzondering (bij de beslissende set wordt dan geen tiebreak gespeeld en blijft men spelen tot er een verschil van twee games is). Het systeem wordt ook toegepast bij padelwedstrijden als de stand 6–6 is in games (padel kent dezelfde puntentelling als tennis).
De tiebreakprocedure:
- De speler die aan de beurt is om te serveren, serveert vanaf rechts voor het eerste punt.
- De tegenpartij serveert daarna vanaf links voor het tweede punt en vervolgens vanaf rechts voor het derde punt.
- Iedere speler serveert daarna steeds voor twee punten: eerst vanaf links en daarna vanaf rechts.
- Er is een normale telling (1, 2, 3).
- De partij die het eerst 7 punten haalt (met een verschil van 2 punten), wint de tiebreak. De set is dan gewonnen met 7–6.
- Na iedere 6 punten in de tiebreak moeten de spelers wisselen van speelhelft.
- De partij die het eerst serveerde in de tiebreak, moet ontvanger zijn in de eerste game van de volgende set.

In de uitslag van een tennis- of padelwedstrijd wordt soms ook de uitslag van de tiebreak vermeld. Dit gebeurt doorgaans op twee manieren:
- door tussen haakjes een getal achter de setstand te vermelden. Bijvoorbeeld: 7–6(3) of 6–7(3). Dit getal geeft dan aan wat het puntentotaal is van de partij die de tiebreak verloor. Op basis van dat getal is ook het puntentotaal van de winnaar van de tiebreak te bepalen. In de genoemde voorbeelden is de uitslag in de tiebreak respectievelijk 7–3 en 3–7. Als de score van de verliezer van de tiebreak 5 of minder is, heeft de winnaar 7 punten en als de score van de verliezer van de tiebreak 6 of meer is, is de score van de winnaar 2 meer dan die van de verliezer.
- door superschrift toe te passen. In dat geval staat óf in superschrift de score van de verliezer bij de bijhorende setstand óf beide scores worden vermeld. Bijvoorbeeld: 7–63 of 77–63. Deze methode wordt ook gebruikt om de uitslag van een tiebreak op het scorebord te vermelden.

## Grandslamtoernooien
Het US Open was in 1970 het eerste grandslamtoernooi dat de tiebreak toepaste – eerst was dat de door Jimmy Van Alen bedachte tiebreak over negen punten, waarbij de speler die als eerste vijf punten had gewonnen de set won. In 1975 stapte het US Open over op de bekende tiebreak van twaalf punten: winst bij zeven punten met twee punten verschil.
Sinds maart 2022 zijn de regels voor de laatste set op de grandslamtoernooien gelijkgetrokken: vanaf Roland Garros 2022 wordt in de laatste set een supertiebreak gespeeld bij zes gelijk, uitgezonderd de disciplines waarbij de derde set in zijn geheel is vervangen door een matchtiebreak.

## Enkele records
Tenniswedstrijden zonder tiebreak kunnen lang duren.
- De langst durende tennispartij ooit staat op naam van John Isner en Nicolas Mahut, gevestigd tijdens Wimbledon 2010, gespeeld over drie dagen en met een tijdsduur van ruim elf uur. De uitslag was 6–4, 3–6, 6–77, 7–63 en 70–68 in het voordeel van John Isner. Dit is tevens de wedstrijd met de meeste games ooit en de meeste aces ooit.[3]
- De tiebreak met de meeste punten is bij de mannen 26–24 in de partij tussen Gunnarson/Mortensen en Frawley/Pecci[4] en bij de vrouwen 22–20 tussen Anna Blinkova en Jelena Rybakina (Australian Open 2024, tweede ronde).
- Op drie van de vier grandslamtoernooien is de tiebreak met de meeste punten 20–18. Op Wimbledon staat het record op 19–17.[5]

## Match-tiebreak of Supertiebreak
In sommige (kleinere) toernooien – of bij het dubbelspel – kan de regel gelden dat in de situatie waarin beide partijen één gewonnen set hebben, geen volledige derde set wordt gespeeld maar in plaats daarvan een zogeheten match-tiebreak, ook supertiebreak genoemd. Daarvoor gelden dezelfde regels als voor de normale tiebreak, met dit verschil dat nu minimaal tot tien punten moet worden gespeeld in plaats van zeven.
Bij de weergave van de uitslag wordt een match-tiebreak/supertiebreak tussen vierkante haken gezet; bijvoorbeeld: 6–3, 5–7, [10–4]. Deze haken zouden overbodig zijn als het verschil meer dan twee is; maar als de uitslag bijvoorbeeld 12–10 is, kun je niet zien of het een uitgelopen match-tiebreak/supertiebreak was of een uitgelopen reguliere derde set zonder tiebreak.